# Mauretanien
Mauretanien, formellt Islamiska republiken Mauretanien, är en stat i nordvästra Afrika som gränsar till Algeriet, Mali, Senegal, Västsahara och Atlanten. Befolkningen i landet är mestadels bosatt i städerna Nouakchott och Nouadhibou samt längs Senegalfloden i söder.

## Namn
Namnet kommer från romarnas namn på befolkningen i regionen, maurer. Men det ursprungliga Mauretanien låg i det som i dag är Marocko. I samband med att fransmännen koloniserade området "lånade" de namnet Mauretanien från den romerska provinsen bredvid.

## Historia
Från år 1903 var kolonin franska Mauretanien en del av Franska Västafrika. Mauretanien blev självständigt 1960. Den första presidenten Mokhtar Ould Daddah, förlitade sig på landets elit och blev allt mer radikal. I skolorna blev arabiska obligatoriskt språk, och den största exportnäringen, gruvnäringen, socialiserades. År 1973 anslöt sig landet till Arabförbundet. Oroligheter spred sig bland den icke-mauriska befolkningen.
År 1975 annekterade landet den södra tredjedelen av dåvarande Spanska Sahara, nuvarande Västsahara. Strider med befrielserörelsen Polisario, som ville att territoriet skulle bli självständigt, följde. Landet styrdes som enpartistat fram till år 1978, då en militärkupp införde militärstyre. År 1980 tog en ny president över makten och Mauretanien avstod därefter territoriet i Spanska Sahara. År 1984 erkände Mauretanien Västsahara som självständigt. Samma år genomfördes en ny militärkupp, och arméchefen Maaouya Ould Sid'Ahmed Taya tog över makten. Taya var hårt pressad av landets svarta befolkning, med protester och  utbredd fattigdom.
År 1991 tilläts för första gången oppositionspartier i en ny konstitution. Första valet hölls år 1992 där man återgick till civilt styre och Taya valdes till president. Samma år hölls parlamentsval, men valet ansågs vara riggat och bojkottades därför av flera oppositionspartier. Landet fortsatte sedan att i praktiken fungera som en enpartistat. År 1994 fängslades flera misstänka islamister, och radikala islamiska organisationer förbjöds, liksom politiska tal i bönelokaler. Senare har flera radikala islamistiska partier upplösts och islamistiska grupper har blivit ett problem i landet. I juni år 2003 gjordes ett nytt kuppförsök, troligtvis utfört av islamistiska officerare. Valet som följde i november 2003 blev stökigt och oppositionsledaren fängslades, men släpptes senare. Taya vann återigen. I augusti 2004 greps fyra personer efter att ha planerat en kupp mot presidenten, med hårda fängelsestraff som påföljd.
2005 genomfördes en militärkupp i landet, utan blodspillan, när president Taya befann sig utomlands. Kuppledaren, överste Ely Ould Mohamed Vall, tog över makten. Juntan har gradvis infört demokrati i landet genom olika åtgärder.
År 2007 genomfördes presidentval, som ansågs fria och rättvisa av internationella observatörer. Presidentvalet vanns av Sidi Ould Cheikh Abdallahi. Den 6 augusti 2008 skedde återigen en militärkupp i landet. Detta efter att president Abdallahi försökt avskeda fyra generaler, varav en av dem ledde kuppen. Makten togs över av militären, med Muhammad Ould Abdel Aziz i spetsen. I presidentvalet år 2009 vann Aziz och han fortsatte som president. År 2010 inledde Mauretanien tillsammans med närliggande länder ett samarbete för att bekämpa terrorism, däribland terroristnätverket Al-Qaida. Motsättningarna med oppositionen fortsatte att vara stora, och både parlamentsvalet år 2013 och presidentvalet år 2014 bojkottades av oppositionen. Aziz omvaldes därför i valet. Aziz anordnade därefter en folkomröstning för att avskaffa tvåkammarparlamentet till förmån för ett enkammarparlament, vilket ledde till oro.
I presidentvalet år 2019 ställde dock en ny presidentkandidat upp som representant för regeringspartiet, Mohamed Ould Cheikh el Ghazouani, som sedan vann valet. År 2021 åtalades den tidigare presidenten, Mohamed Ould Abdel Aziz, för korruption. Misstankarna rörde bl.a. bedrägeri och penningtvätt med oljeinkomster, fastighetsförsäljning samt utförsäljning av ett statligt bolag.
I juni 2021 meddelande Frankrike att man beslutat att avbryta stödet med terrorismbekämpning, Operation Barkhane, som getts i Mauretanien, Niger, Tchad, Mali och Burkina Faso under åtta år. Orsakerna var bland annat de militärkupper som skedde i Mali inom loppet av nio månader, varav den sista skedde strax innan beslutet om tillbakadragande meddelades.
Hotet om terror och kidnappning var fortsatt förhöjt i mitten av februari 2022 på grund av att kriminella grupper och olika militanta extremistgrupper hade utfört våldsdåd och kidnappningar av västerlänningar.

## Geografi

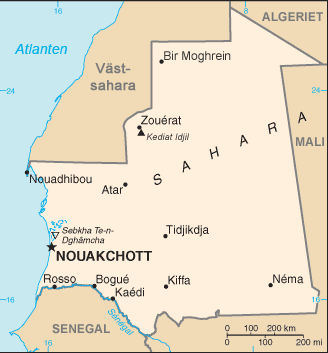
Mauretanien.

### Topografi
Större delen av Mauretanien är lågt belägen och består av vidsträckta sand- och grusslätter. En majoritet av landets yta består av öken med flygsand. I nordväst ligger landets högsta del, Adrarplatån. Där finns också landets högsta punkt som når 915 meter över havet. Längs kusten, som är 754 kilometer lång, finns öken.

### Hydrografi
Senegalfloden utgör den sydvästra gränsen och är det enda  vattendraget som för vatten året runt. Den utgör också gränsen mot Senegal.

### Klimat
I Mauretanien råder ökenklimat. Temperaturväxlingarna på årsbasis kan vara extrema med en dagstemperatur på 50 °C i ökenområdena under sommaren, men med betydligt svalare nätter. Under vintern kan nattemperaturen i stället nå under fryspunkten, medan dagstemperaturen kan nå upp till 20 °C. Längs kusten är temperaturskillnaderna mindre extrema.
I ökenområdena och längs kusten är nederbörden väldigt liten, exempelvis har huvudstaden Nouakchott en nederbörd på 140 mm per år. Savannområdena i söder har den högsta nederbörden med 500 mm om året.

### Växt- och djurliv
En del av Mauretanien ligger i Sahelzonen som kännetecknas av halvtorra grässlätter, taggbuskar och akaciaträd som gror efter kraftiga regn. Där återfinns bland annat leopard, gasell, vårtsvin och struts. 
I öknen, som finns i landets norra del, saknas växtlighet. Viss växtlighet finns dock i uttorkade flodbäddar som endast för vatten ibland, wadis, samt i oaser. Det enda stora däggdjuret i öknen är mendesantilop.
Växtlighet förändras gradvis från landets norra del till de södra. I den sydvästra delen finns en smal savann där det växer spridda apbrödsträd och gräs. På savannen finns flodhästar, elefanter och lejon.

### Naturskydd och miljöproblem
Ett av landets största miljöproblem är en mycket begränsad tillgång på färskvatten då Senegalfloden är den enda floden som för vatten året om. Ett annat problem är att öknen breder ut sig, vilket förvärras av skogsavverkning med åtföljande jorderosion och torka. Överbetning och gräshoppsangrepp är andra miljöproblem i Mauretanien.
I Mauretanien fanns år 1996 två nationalparker och ett par större naturreservat. Banc d’Arguin nationalpark ligger vid norra atlantkusten och är en viktig rast- och övervintringsplats för fågelarter som myrsnäppa, tärnor, flamingo och pelikan. Diawling nationalpark ligger i Senegalflodens delta.

## Styre och politik

### Författning och styre
Mauretaniens konstitution är från år 1991 och fastslår att Mauretanien är en president-, enhets- och formellt flerpartirepublik. 
Presidenten väljs i allmänna val vart sjätte år. Presidenten är statschef, regeringschef samt landets överbefälhavare.
Parlamentet består av två kammare, senaten och nationalförsamlingen, och har den lagstiftande makten. Senaten, som består av 56 ledamöter, väljs av lokala ledare vart sjätte år enligt ett roterande schema som gör att några av platserna förnyas vartannat år.   Nationalförsamlingen har 81 ledamöter som väljs i allmänna val vart femte år. Det finns också ett  konstitutionellt råd, ett högsta islamiskt råd samt ett ekonomiskt-  och socialt råd.

### Administrativ indelning

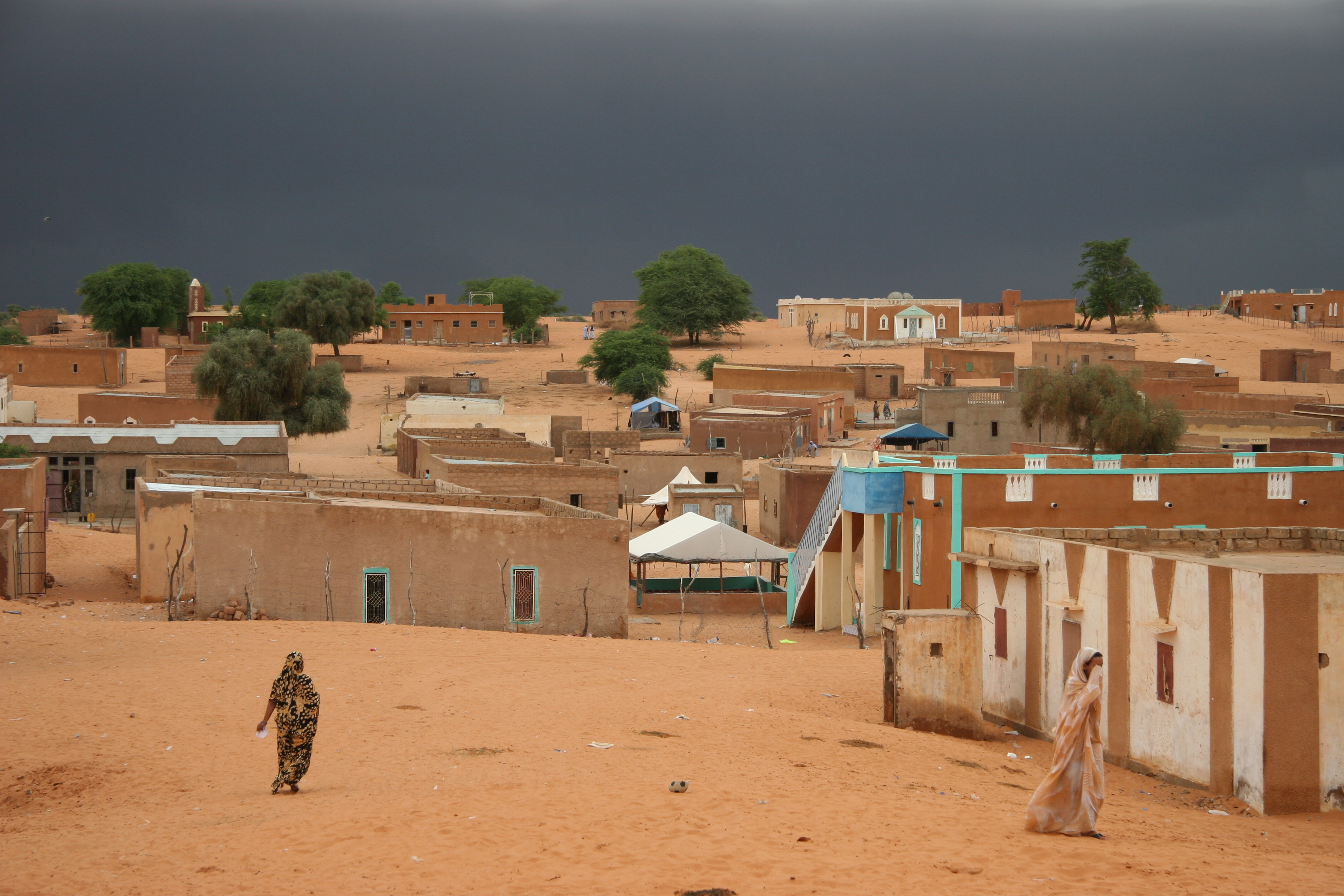
Bareina i västra Mauretanien.

Mauretanien är indelat i ett huvudstadsdistrikt, Nouakchott, och 12 regioner ("wilayas"). Regionerna är i sin tur indelade i departement ("moughataa"), som är indelade i kommuner.
Regionerna är Adrar, Assaba, Brakna, Dakhlet Nouadhibou, Gorgol, Guidimaka, Hodh Ech Chargui, Hodh El Gharbi, Inchiri, Tagant, Tiris Zemmour och Trarza.

### Rättsväsen
Den juridiska systemet är en blandning av sharia (islamsk lag) och fransk civillagstiftning.

### Försvar
Mauretanien har ett samarbete med Nato genom Mediterranean Dialogue (MD) sedan år 1995. Detta är ett forum för att skapa goda relationer i regionen och skapa en stabil säkerhetssituation. Förutom Natomedlemmarna deltar även Israel, Egypten, Marocko, Tunisien samt Jordanien och Algeriet i samtalen.

## Ekonomi och infrastruktur
Svåra torrperioder under 1970- och 1980-talen ledde till en stor utlandsskuld, men i början av 2000-talet fick Mauretanien en del av denna avskriven. Landet fick samtidigt annan ekonomisk hjälp från utlandet. Efter militärkupperna 2008 drogs mycket av stödet in, bland annat stoppades stödet från Internationella valutafonden (IMF) och från internationella biståndsorganisationer. Samtidigt drabbade den internationella finanskrisen fiske-, gruv- och byggindustrin allvarligt.
Landet är beroende av fiske och jordbruk. Därför drabbas näringslivet hårt av återkommande torrperioder. Utrikeshandeln består till stor del av export av naturtillgångar, vilket gör landet känsligt för ändrade världsmarknadspriser för dessa. Efter torrperioden 2017, som tvingade nomader och jordbrukare till urbanisering, tecknade Mauretanien och IMF ett avtal om förlängd kreditfacilitet. Detta i syfte att främja ekonomisk tillväxt, upprätthålla makroekonomisk stabilitet och minska fattigdomen.
Andelen fattiga har minskat kraftigt från 2000 då andelen fattiga var 51 procent till 2014 då motsvarande andel var 31 procent. Inkomstskillnaderna mellan de rikaste och de fattigaste är stora.

### Näringsliv
| Sektor   | Andel av BNP (2017) | Andel av arbetskraften (2014) |
| -------- | ------------------- | ----------------------------- |
| Jordbruk | 27, 8 %             | 50 %                          |
| Industri | 29,3 %              | 1,9 %                         |
| Service  | 42,9 %              | 48,1 %                        |

#### Jord-, skogsbruk och fiske
Hälften av befolkningen är beroende av jordbruk.
Kustvattnen utanför Mauretanien är bland de fiskrikaste i världen. Beståndet hotas dock av industriellt överfiske. Fiskerättigheter säljs av regeringen för att få intäkter, men samtidigt konkurreras det lokala, småskaliga fisket ut. Fisken kommer aldrig Mauretanien till del, då det saknas infrastruktur för att hantera fryst fisk från det industriella fisket, uppgav Greenpeace i en artikel i The Guardian 2012.

#### Energi och råvaror
Ungefär 67 procent av landets elektricitet produceras av fossila bränslen, såsom olja, och resterande framställs av vattenkraft.
Bland naturtillgångar i landet återfinns  järnmalm, gips, koppar, fosfat, diamant, guld, petroleum, fisk.

### Handel

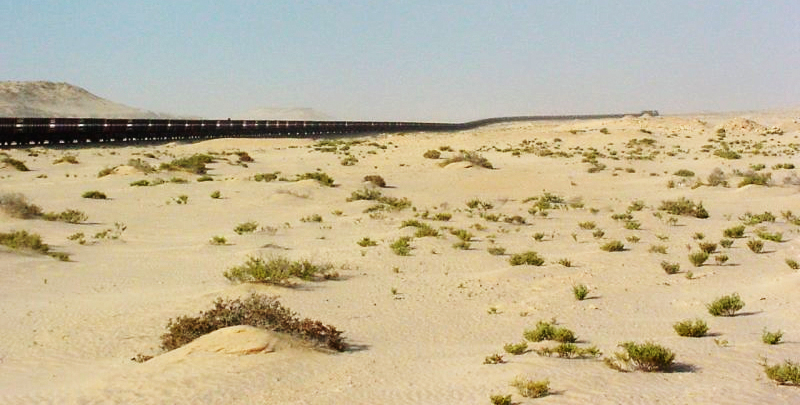
Järnmalmståget i öknen.

Järnmalm, som Mauretanien har stora tillgångar av, utgjorde 57 procent av landets export 2013 och fraktas med tåg till kusten. Samma år exporterades 75 procent av järnmalmen till Kina.

### Infrastruktur

#### Utbildning och forskning
Nio års skolgång är officiellt obligatorisk. Primärskolan börjar vid sex års ålder och består av sex år. Sekundärskolan är totalt sex år, men indelad i två delar om tre år vardera. Det finns möjligheter till högre utbildning i Mauretanien bland annat ett universitet i Nouakchott och ett institut för islamiska studier i Boutilimit.
År 2015 var 47,9 procent av den vuxna befolkningen analfabeter. Andelen kvinnor som var analfabeter (58,4 %) var betydligt högre än andelen analfabeter bland männen (37,4 %).

## Befolkning

### Demografi
| Medianålder | 2015    | 2020    |
| ----------- | ------- | ------- |
| Män         | 19,2 år | 20,1 år |
| Kvinnor     | 21,0 år | 22,0 år |
| Totalt      | 20,1 år | 21,0 år |

#### Minoriteter
I Mauretanien finns svarta och vita morer samt sub-sahariska mauretanier.
Morerna är ett arabiserat berber-folk som talar hassanyiaarabiska dialekter. De utgör en majoritet av befolkningen och är indelade i olika stammar och klasser. De vita morerna, beydaner, är högst i rang. De är ättlingar till araber i Banu Hasan, vilka förde arabiska till landet. Den politiska och ekonomisk makten i Mauretanien innehas, av hävd, av beydaner. Näst i rang är zwaya, vilka utgörs av stammar varav många har berber-ursprung. Den näst sista rangen är de svarta morerna, haratiner, vilka består av beskyddande och tributpliktiga stammar. Sist i rang är slavarna.
De sub-sahariska mauretanierna bor företrädesvis runt Senegalfloden och består bland annat av folkgrupperna Halpulaar, Fulani, Soninke, Wolof, och Bambara. Dessa är inte arabisktalande. Imraguen är en arabisktalande fiskarbefolkning som lever längs Atlantkusten.

### Språk
Högarabiska och franska är de officiella språken i Mauretanien. Majoriteten talar den arabiska dialekten Hassaniyya. TV- och radiosändningar från Mellanöstern har dock medfört att de flesta även förstår vardaglig egyptisk och syrisk arabiska. Arabiska har varit undervisningsspråk i Mauretanien sedan slutet av 1980-talet. Detta har medfört att den tidigare fransktalande befolkningen kring Senegalfloden förlorat sin språkliga fördel vid utbildning.
Förutom de officiella språken talas även Niger–Kongospråken fula och wolof, båda tillhörande den atlantiska gruppen av Niger-Kongospråk, samt mandespråket soninke. Dessa är erkända som nationella språk. Från den afroasiatiska språkfamiljen talas  berberspråket zenaga. Det sistnämnda talas främst i södra delarna av landet.

### Religion
I början av 2020-talet uppgav World Factbook att samtliga invånare i Mauretanien var muslimer. Majoriteten är sunnitiska muslimer tillhörande den malikitiska rättsskolan. De dominerande sufismgrenarna är Qadiriya och Tijaniya. 
Enligt 1991-års konstitution är statsreligionen islam och religionen är också, enligt konstitutionen, grunden för alla lagar. Vidare framgår även att presidenten måste vara muslim. Förutom att religionsfriheten begränsas i konstitutionen begränsas den även i andra lagar. Som exempel kan nämnas att den som konverterar från islam förlorar sitt medborgarskap.

### Sociala förhållanden
Korruption är omfattande i Mauretanien och enligt Amnesty International är rättssäkerheten bristande och tortyr systematiskt förekommande.
Mauretanien förbjöd formellt slaveri 1981. Trots detta fortsatte slaveri att vara accepterat och slavar köptes och såldes öppet i landet. Den 9 augusti 2007 gjorde Mauretaniens parlament en ny ansats att kriminalisera slaveriet. Uppskattningsvis en femtedel av Mauretaniens befolkning var  förslavad 2008. Tio år senare uppgavs att antalet förslavade minskat till omkring två procent, vilket inkluderade tvingad arbetskraft och tvångsgifte. Däremot inkluderades inte de som de facto levde som slavar. FN menade att antalet förslavade fortsatt kunde uppgå till omkring en femtedel. Mauretaniens slaveri omfattade även en rasdimension. Slavägarna var ättlingar till invaderande arabiska grupper och berber-stammar med ljusare hy medan slavarna var mörka afrikaner.

### Hälsa
| Hiv och aids             | 2015   | 2020     |
| ------------------------ | ------ | -------- |
| Andel av befolkningen    | 0,66 % | 0,3 % ▼  |
| Antal                    |        | 8 500    |
| Dödsfall per år          |        | <500     |
| Fetma                    | 2014   | 2016     |
| Andel av befolkningen    | 8,6 %  | 12,7 % ▲ |
| Undervikt hos barn <5 år | 2012   | 2018     |
| Andel av befolkningen    | 19,5 % | 19,2 % ▼ |

## Kultur

### Traditioner

#### Matkultur
År 2020 klassade UNESCO den berberiska maträtten couscous som ett kulturellt världsarv efter en gemensam ansökan från Mauretanien, Algeriet, Marocko och Tunisien.

## Internationella rankningar
| Organisation                                | Undersökning                   | Bedömning                                   | Rankning   |
| ------------------------------------------- | ------------------------------ | ------------------------------------------- | ---------- |
| Heritage Foundation/The Wall Street Journal | frihet-index 2019              | 55,7 (Mostly unfree; 100 är bäst)           | 119 av 180 |
| Reportrar utan gränser                      | World Press Freedom Index 2019 | 31,65 (0 är bäst)                           | 94 av 180  |
| Transparency International                  | Korruptionsindex 2018          | 27 (0 är väldigt korrupt, 100 väldigt rent) | 141 av 180 |
| FN:s utvecklingsprogram                     | Human Development Index 2018   | 0,527 - Low human development               | 161 av 189 |
| The Economist                               | Demokratiindex 2018            | 3,82 - Auktoritär (10 är bäst)              | 119 av 167 |